# كيرثي جياكوما
كيرثي جياكومار، ولدت في 15 ديسمبر من العام 1987، هي ناشطة هندية في مجال حقوق المرأة ورائدة أعمال اجتماعية وناشطة سلام وفنانة ومحامية وكاتبة. وهي أيضًا عالمة في الكومنولث، وزميلة في مؤسسة فايتل فويسز، وزميلة في منظمة لوكل باثويز أو المسارات المحلية ورائدة بالتأثير في منظمة وورلد بولس أو نبض العالم.
أسست منظمة «الفيل الاحمر» وهي مبادرة مبنية على سرد القصص وبناء السلام المدني والعمل من أجل المساواة بين الجنسين. ألفت بيرثي جياكومار «قصص الأمل»، وهي مجموعة من القصص القصيرة، «نواح الحمامة» وغيرها. حازت على ميدالية الخدمات الرئاسية الأمريكية عام 2011 وجائزة الأمم المتحدة للتطوع عبر شبكة الإنترنت عامي 2012 و2013.

## السيرة الذاتية
ولدت كيرث في بنغالور، الهند، لأبوين هنديين ودرست القانون في كلية الامتياز في القانون في مدينة تشيناي، مقاطعة تاميل نادو الهندية.
حصلت على درجة الماجستير بالسلام المستدام في عالم معاصر من «الجامعة من أجل السلام» في كوستاريكا،  وهي حاليًا طالبة في مركز الثقة والسلام والأمن بجامعة كوفنتري، تدرس للحصول على درجة الماجستير في دراسات السلام والنزاعات في منحة دراسية للكومنولث. عملت متطوعة في الأمم المتحدة على الإنترنت وصحفية مستقلة وكاتبة تخصصية.

## الفنانة
هي فنانة ترسم بالأقلام والحبر لتخلق «رسومات زن» وتستخدم  الخربشات وسيلة للتعبير عن نشاطها الساعي للمساواة بين الجنسين وتعليم السلام.
تدير كيرث مشروعًا على منصة إنستغرام يسمى موسوعة المرأة، تنشر من خلاله رسومات وصور لنساء ملهمات عبر العصور ومن جميع أنحاء العالم وتنسّق قصصهن تحت هذه الصور. فازت قصة موسوعة المرأة بجائزة من مؤسسة وورلد بولس أو نبض العالم في فبراير من العام 2017.
خصصت كيرثي معرضاً لـ «اليوم العالمي للمرأة» و«شهر تاريخ المرأة» في القنصلية الأمريكية العامة في تشيناي كجزء من نشاط موسوعة المرأة.

## الكاتبة
كان كتاب «قصص الأمل» أول عمل منفرد لكيرثي وهو يضم مجموعة من القصص القصيرة، ثم شاركت بتأليف كتاب بعنوان «أحبيني يا أمي: الطفل غير المحبوب» إلى جانب الكاتبة إيلسي ريد مؤسسة جمعية نساء ديلتا، كما ألفت كتاب «نواح الحمامة» الذي نشرته ريدومانيا. رُشّح الكتاب لجائزة ميوز للكتاب الهنود الشباب عام 2015.   تشير مراجعة أجريت على كتابها «نواح الحمامة» إلى أن كيرثي تزخرف بكلماتها الروح البشرية غير القابلة للهزيمة.
نشرت صحيفة التايمز الهندية كتاب «نواح الحمامة» وأتبعته برأي ناقد الصحيفة الذي قال: «ينقل هذا الكتابُ القارئَ إلى أماكن متعددة بتعاطف يهزّك بالصميم»

## المسرحية
كتبت كيرثي مسرحية اسمها «لنتحدث بصراحة»  وهي تبدأ من حيث تنتهي يوميات آن فرانك. توصل المسرحية أصوات ثماني شابات من مناطق الصراع في أنحاء مختلفة من العالم وتتخللها مقاطع من يوميات آن فرانك.
كما كتبت ومثلت في مسرحية «قصتها» التي تعيد إحياء اثني عشر امرأة من التاريخ من خلال لوحات من الرقص المعاصر على أنغام الشعر الملقى،  كما كتبت مونولوج وأدته.
قدمت كيرثي صوتها لتسجيل النسخة الصوتية من «مثل فتاة» للكاتبة أبارنا جين التي تروي قصص القاضي ليلى سيث، ماياواتي، جايالاليثا، ديبا كارماكار، شاه بانو بيجوم، تيسي توماس، وغوري ساوانت.

## نشاطها
نشطت كيرثي في قضايا حقوق المرأة والسلام وحل الصراعات، وهي تدير مؤسسة «الفيل الأحمر». عملت متطوعةً مع 16 جمعية مدنية ووكالة تابعة للأمم المتحدة من خلال برنامج الأمم المتحدة للتطوع عبر الإنترنت، وهي كاتبة عمود أو قسم في صحيفة ديكان كرونيكل.
كيرثي هي سفيرة عالمية للشباب مع جمعية «عالم في المدرسة» والتي تديرها سارة براون.
قامت ببرمجة تطبيق مخصص للناجين من العنف الجندري فأسمته ساهاس، وذلك لمساعدتهم في تلقي المساعدة في 196 دولة.   يعتبر هذا التطبيق بمثابة أداة تدخّل لدعم الشهود على حوادث العنف تلك.
أسست كيرثي عام 2013 ، مبادرتها الخاصة وأسمتها الفيل الأحمر،  كما  أنتجت كتابين إلكترونيين عن ريادة الأعمال في أفريقيا بالتعاون مع اتحاد رواد الأعمال الأفارقة، وترأست فريقًا عمَلَ لافتتاح أول مدرسة على الإطلاق في منطقة أوكويجوروغو النيجيرية عام 2013.

## خطاباتها وكلماتها
ألقت كيرثي في أكتوبر 2016 كلمة في تيدكس تشيناي تناولت عملها حول تعليم السلام كحل لإنهاء التنمّر، كما ألقت في نوفمبر 2017 لتيدكس تشويس مركّزة على مشروعها الفني «موسوعة المرأة»
ألقت في نوفمبر 2016 كلمة في المؤتمر الوطني لمؤسسات التعليم الناشئة في مدينة بوني الهندية، وتحدثت عن تعليم السلام كحل مستدام لخلق مواطنين متمكنين بشكل جيد.
كانت كيرثي خطيبة في الحدث السنوي لمنظمة لاكشيا  حيث تحدثت عن عملها مع منظمة الفيل الأحمر وبرنامجها ساهاس.
في أبريل 2017، تحدثت كيرثي أمام أعضاء نادي روتاري في منطقة مادراس وكان عنوان كلمتها «تمكين المرأة: الأساطير والحقائق.»، كما تحدثت في مؤتمر قمة المرأة لمجلة إيكونوميك تايمز في مارس 2018 عن عملها مع تطبيقها ساهاس.
كانت كورثي متحدثة في مهرجان التلاميذ السنوي عام 2019 في مدينة تروندهايم النروجية إلى جانب كل من تَوَكّل كرمان وجرو هارلم برونتلاند متوجّهة للنساء ومتحدثةً عن بناء السلام.

## الجوائز والتكريمات
حصلت كيرثي على جائزة الخدمة الرئاسية للولايات المتحدة من الرئيس باراك أوباما عام 2011  حائزة على الجوائز الذهبية والفضية والبرونزية، كما حصلت على جائزة الأمم المتحدة للتطوع عبر الإنترنت عامي 2012 و 2013 لعملها مع مؤسسة نساء دلتا ورابطة رواد الأعمال الأفارقة.
رُشّحت عام 2015 لجوائز المرأة الرقمية.
في مارس 2016 ، كرمها الاتحاد الأوروبي واحدة من أفضل 200 امرأة في عالم التنمية، كما كانت واحدة من المرشحات لجائزة صناع التغيير من النساء في الولايات المتحدة  عام 2016، وهي حائزة لمرتين على جائزة ملقي القصص وقد اختيرت أعمالها ونشرتها مجلة التايم.
كرمت صحيفا «الهند اليوم» كيرثي باعتبارها واحدة من مغيري قواعد اللعبة الذين يحولون مدينة تشيناي بأفكارهم الملهمة وعملهم الدؤوب.
كانت أصغر متحدثة ألقت كلمة أمام تجمع في FICCI FLO في تشيناي.
كانت كيرثي مرشحة في سبتمبر 2016 لجائزة النجوم الصاعدة لعام 2016 من قبل منظمة « نحن المدينة» الهندية وفازت بها. في أكتوبر 2016، تم الاعتراف بها كواحدة أفضل 52 نسوية في العالم من قبل موقع feminist52.
حازت كيرثي في أكتوبر 2016 على جائزة إنجازات بورغوندي  في مهرجان جوائز Digital Women Awards لعام 2016.  
حصلت على جائزة السلام من مبادرة السلام العالمية في نوفمبر 2016،  واختارتها منظمة وورلد بولس رائدة بالتأثير في نوفمبر 2016.
فازت بجائزة أورانج فلاور لمدوّنات الفيديو كما ظهرت في بودكاست سارة براون إلى جانب الأمين العام للأمم المتحدة أنطونيو غوتيريز وهارييت لامب وجاياكا كيكويت.

## نظرياتها

### النسوية وتقاطع اشكال التمييز بين الطبقية والجنس
على الرغم من أن تقاطع أشكال التمييز بدأ مع العرق والجنس، إلا أن العرق كان أقل تأثيرًا في النظام الطبقي في الهند. لاحظت كيرثي عام 2016 أن الاضطهاد الجندري للمرأة في الهند باختياراتها وظروف عملها ومصيرها يختلف مع اختلاف الطبقة الاجتماعية التي تنتمي لها وقد اتخذت من امرأة تنتمي لطبقة المنبوذين (الداليت) مثالًا لتوضيح نظريتها.

### العنف الجنسي كظاهرة خلال تواتر الحرب والسلم
طوّرت كيرثي نموذجًا لتواتر العنف الجنسي خلال فترات الحرب وفترات السلم فوجدت أن التمييز الصارم بين أدوار كل من الجنسين يؤسس لحوادث الاغتصاب التي تحدث في زمن الصراعات والحروب،  فتصبح نساء العدو نساء يجب معاقبة مجتمعهن وإذلال الطرف الذي ينتمين إليه عبر اغتصابهن، فتصبح تلك النساء كبش فداء خلال الحرب وهذا ما يؤسس له مفهوم «المرأة الصالحة» التي ترفع من قيمة مجتمعها وتلك «السيئة» التي تستخدم عاهرة للذكر المسيطر.

### فهم الذكورية من خلال تقاطع أشكال التمييز
قدمت كيرثي تقييمها للإطار المفاهيمي للذكورية من خلال مبادئ كيمبرلي كرينشو عن تقاطع أشكال التمييز

## كتبها

### الروايات
- رسام دمشق عام 2017
- نواح الحمامة 2015.[40]
- قصص أمل 2013.[41]
- أحبيني يا أمي 2012
- عندما تكلّمن 2016
- أحلام جريئة 2016
- الساق الوهمية والشجار 2016
- سجلّات الرحّل الحضاريين 2014

### الكتب غير القصصية
- القانون الدولي العام 2014
- كتابات عن الجندرية، السلام والصراع 2015
- أم الأمم 2015
- إعادة تعريف قانون الأمم المتحدة لحفظ السلام وإعادة إحياء مجلس الوصاية 2015
- كتيّب روتليدج حول دراسات الجرائم جنوب الآسيوية 2019